# Meynes
Meynes – miejscowość i gmina we Francji, w regionie Oksytania, w departamencie Gard.
Według danych na rok 1990 gminę zamieszkiwało 1807 osób, a gęstość zaludnienia wynosiła 108 osób/km² (wśród 1545 gmin Langwedocji-Roussillon Meynes plasuje się na 210. miejscu pod względem liczby ludności, natomiast pod względem powierzchni na miejscu 477.).